# 전화외설증
전화외설증은 성적 도착증 중 하나로, 전화 상에서 성적인 언어에 성적 흥분을 느끼는 것을 말한다. 폰 섹스가 이에 해당하며, 상대방의 동의 없이 일방적으로 성적인 대화를 강요하여 피해를 주거나 전화번호를 사칭하여 피해를 유도한 경우 법적으로 처벌 받을 수 있다.

## 같이 보기
- 섹스팅
- 폰 섹스
- 통신매체이용음란죄